# Ahmad Reza Dehpour
Ahmad Reza Dehpour (1948, Irán) es un farmacólogo y científico biomédico iraní, uno de los investigadores más prolíficos de su país
Dehpour estudió química farmacéutica en la Universidad de Teherán y recibió un título PhD en farmacología en la Facultad de Medicina de Teherán. Fue editor en jefe de la revista Acta Medica Iranica, publicado por la Universidad de Ciencias Médicas de Teherán y secretario general de la Sociedad Iraní de Fisiología y Farmacología. Es también miembro del consejo editorial de Hígado Internacional, el diario oficial de la Asociación Internacional para el Estudio del Hígado.
Actualmente es profesor titular en la Facultad de Medicina de Teherán. Dehpour publicó más de 250 artículos de investigación en revistas internacionales.